# 河北薹草
河北薹草（学名：Carex tangii）为莎草科薹草属的植物，为中国的特有植物。分布于中国大陆的河北等地，生长于海拔1,600米至1,700米的地区，一般生于林边阴湿处、阴坡沟里和草丛中，目前尚未由人工引种栽培。